# Аквафреда (Бреша)
Аквафреда (итал. Acquafredda) је насеље у Италији у округу Бреша, региону Ломбардија.
Према процени из 2011. у насељу је живело 1461 становника. Насеље се налази на надморској висини од 54 м.

## Становништво
Према резултатима пописа становништва 2011. у општини је живело 1.579 становника.
| 1931. | 1936. | 1951. | 1961. | 1971. | 1981. | 1991. | 2001. | 2011. |
| ----- | ----- | ----- | ----- | ----- | ----- | ----- | ----- | ----- |
| 1.238 | 1.252 | 1.326 | 1.177 | 1.083 | 1.173 | 1.222 | 1.409 | 1.579 |